# 도렐 시미온
도렐 시미온(루마니아어: Dorel Simion, 1977년 2월 13일~)은 루마니아의 전직 권투 선수이다. 2000년 하계 올림픽에서 웰터급 동메달을 획득했으며 세계 선수권 대회에서 금메달 1개, 동메달 1개, 유럽 선수권 대회에서 금메달 1개, 동메달 1개를 획득했다. 

## 개인사
형인 마리안 시미온 또한 권투 선수이다.